# Morbi
Morbi oder Morvi (Gujarati નડિયાદ) ist eine ca. 200.000 Einwohner zählende Großstadt und Distriktshauptstadt im indischen Bundesstaat Gujarat.

## Lage und Klima
Die Großstadt Morbi liegt am Fluss Machchhu im Norden der Kathiawar-Halbinsel in einer Höhe von knapp 50 m. Die Millionenstadt Ahmedabad liegt ca. 195 km (Fahrtstrecke) östlich; die Stadt Rajkot befindet sich ca. 65 km südlich. Das Klima ist meist trocken und warm; Regen (ca. 520 mm/Jahr) fällt nahezu ausschließlich während der sommerlichen Monsunzeit.

## Geschichte
Morbi war von 1698 bis 1948 die Hauptstadt des Fürstenstaates Morvi. Nach der Unabhängigkeit Indiens im Februar 1948 gehörte sie zum Distrikt Rajkot.
Im Jahr 1979 wurde sie beim Bruch der Talsperre Machhu II zu großen Teilen zerstört; es gab rund 2000 Todesopfer. Am 30. Oktober 2022 stürzte die Hängebrücke über den Machchhu unter der Last der sich darauf befindenden Personen ein. Mindestens 135 Personen starben.

## Bevölkerung
Ca. 83 % der Einwohner sind Hindus, knapp 15 % sind Moslems und weniger als 2 % sind Jains; die übrigen Religionen bilden nur Randgruppen. Der männliche Bevölkerungsteil ist ca. 8 % höher als der weibliche.

## Wirtschaft
Morbi ist das Zentrum der indischen Keramikindustrie. In der Stadt finden sich mehrere Hundert größtenteils kleine bis mittlere Betriebe der Keramikherstellung. Aus Morbi kommen etwa 80 bis 90 Prozent aller in Indien hergestellten Keramikprodukte. Die Haupterzeugnisse sind Steinzeugfliesen, Wandfliesen, Bodenfliesen, Quarzsteine, Sanitärkeramik, Dachziegel und Mosaikfliesen. Die keramische Industrie in Morbi nahm in den 1970ern ihren Anfang und hatte ihre größte Expansionsphase in den 1990ern nach der Deregulierung der indischen Wirtschaft. Sie spielt auch eine Rolle auf dem Weltmarkt. Im Jahr 2022 geriet die Industrie aufgrund anhaltend hoher Energiepreise in eine Krise.
Außerdem ist die Stadt das indische Zentrum der Herstellung von Wanduhren.

## Sehenswürdigkeiten

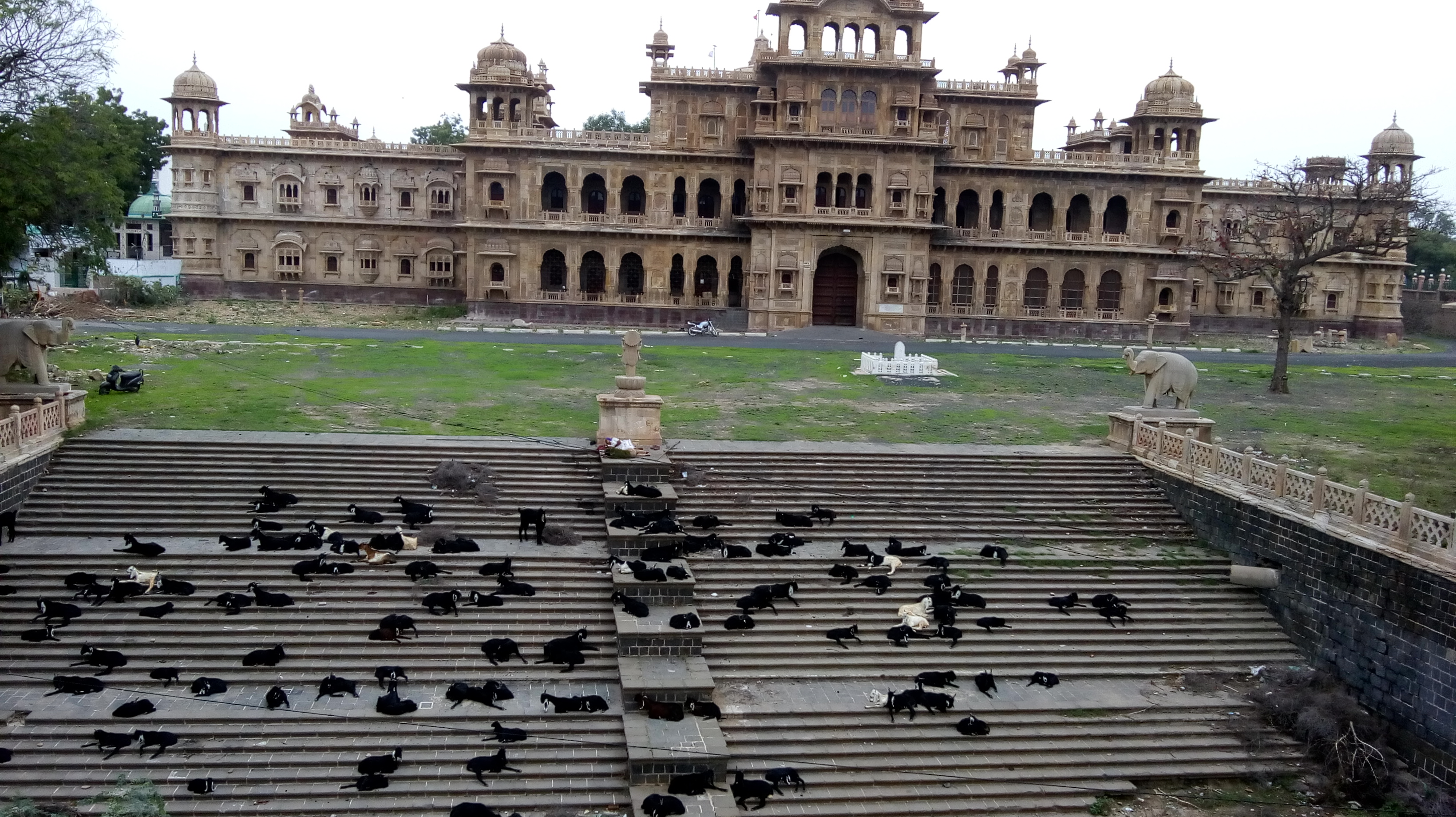
Manimandir

- Der palastähnliche Manimandir wurde als multireligiöser Tempel in den 1930er Jahren vom damaligen Fürsten Sir Lakhdhiraji Waghji erbaut.
- Das etwa gleichzeitig im indo-europäischen Stil erbaute Willingdon Secretariate war der ehemalige fürstliche Palast.
- In einem Park am Flussufer steht das kleine Mausoleum (dargah) für Molay Raj.

Umgebung
- Der Ende des 20. Jahrhunderts erbaute und sowohl Hindu- als auch Jain-Gottheiten gewidmete Trimandir Temple mit drei Shikhara-Türmen liegt ca. 9 km nordwestlich der Stadt.[12]